# Pseudodipsas
Pseudodipsas is een geslacht van vlinders van de familie Lycaenidae, uit de onderfamilie Lycaeninae.

## Soorten
- P. arcana Miller & Edwards, 1978
- P. aurea Sands, 1976
- P. brisbanensis Miskin, 1884
- P. cephenes Hewitson, 1874
- P. cuprea Sands, 1965
- P. cyrilus (Anderson & Spry, 1897)
- P. eione Felder
- P. eone Felder & Felder, 1860
- P. fumidus Miskin, 1889
- P. helena Snellen, 1887
- P. illidgei Waterhouse & Lyell, 1914
- P. iole Waterhouse & Lyell, 1914
- P. martina (Hewitson, 1869)
- P. myrmecophila Waterhouse & Lyell, 1913
- P. sumatrae Felder & Felder, 1865